# Francisco José Nobre Guedes
Francisco José Nobre Guedes ComC • GCIP (Santa Maria da Feira, Beja, 12 de Fevereiro de 1893 – Lapa, Lisboa, 27 de Outubro de 1969) foi um engenheiro, diplomata e homem público português, figura destacada dos primeiros tempos do Estado Novo.

## Biografia
Era filho de José Casimiro Teles Guedes, funcionário público, e de sua mulher Adelaide Poças Nobre de Carvalho Guedes, ambos naturais de Beja (ele da freguesia de Santiago Maior e ela da freguesia de São João Baptista).
Formou-se em Engenharia Mecânica pelo Instituto Superior Técnico da Universidade Técnica de Lisboa em 1916. Foi engenheiro do Corpo de Engenharia Industrial. Integrou o Corpo de Artilharia Pesada que embarcou para França em Outubro de 1917. Regressou a Portugal a 5 de Dezembro seguinte, com baixa do serviço militar, por ter sido declarado incapaz por uma Junta Hospitalar da Inspecção de Saúde (1917).
Em 1929 iniciou uma carreira no Ministério da Instrução Pública como director-geral do ensino técnico, tendo sido feito Comendador da Ordem Militar de Cristo a 5 de Outubro de 1931, desde 1937 foi secretário-geral do novo Ministério da Educação Nacional e também vogal do Instituto para a Alta Cultura. Foi o primeiro comissário nacional da Mocidade Portuguesa, de 1936 a 1940. A 18 de Julho de 1938 foi agraciado com a Grã-Cruz da Ordem da Instrução Pública.
Publicou numerosos trabalhos e artigos sobre o ensino técnico, educação, juventude, desporto e política. Foi deputado à Assembleia Nacional.
Germanófilo, com ideias radicais e puristas próximas do regime alemão e membro do Clube Alemão em Lisboa, foi nomeado embaixador em Berlim em 1940, abandonando o seu posto em Berlim em Março de 1941, depois de ter combinado com Salazar que o faria por não conseguir manter com o ordenado que recebia como embaixador os 7 filhos que tinha. Apresenta-se em Lisboa, depois de por carta avisar Salazar mas sem ter pedido autorização prévia ao MNE, sendo exonerado das funções, a seu pedido, no mês seguinte. Salazar, apesar de ter aceitado também por carta a renúncia de Nobre Guedes, não quis compreender as suas razões e puniu-o severamente, afastando-o de todos os cargos oficiais que ocupava e dos empregos em empresas privadas, situação em que foi mantido durante alguns anos. Antes de ter aceitado ser embaixador em Berlim, Salazar tinha-o convidado por 3 vezes para ser Ministro, tendo este recusado.
Foi um dos fundadores da Federação Portuguesa de Boxe da qual foi presidente, foi também presidente da Federação de Atletismo e da União do Pentatlo Moderno. Desde 1918 fez parte do Comité Olímpico de Portugal, do qual foi presidente de 1957 a 1968.
A 14 de Fevereiro de 1917, casou primeira vez civilmente, em Lisboa, com Maria José de Vilhena de Magalhães Coutinho (Ferreira do Alentejo, Ferreira do Alentejo, 13 de Maio de 1894 – Lapa, Lisboa, 21 de Junho de 1960), filha dos proprietários Albano de Magalhães Coutinho, natural de Penalva do Castelo (freguesia de Ínsua), e de sua mulher Maria José Aparício Mena de Vilhena, natural da freguesia e concelho de Ferreira do Alentejo, prima-irmã do 1.º Visconde de Ferreira do Alentejo, de quem teve cinco filhos e duas filhas, entre as quais Maria José de Magalhães Coutinho Guedes (Lapa, Lisboa, 1929 – 20 de janeiro de 2005), casada com António Alçada Baptista.
A 29 de fevereiro de 1964, casou segunda vez civilmente, em Lisboa, com Maria Dora Teles da Gama de Mascarenhas (Alcântara, Lisboa, 7 de Outubro de 1905 – Prazeres, Lisboa, 13 de novembro de 1982), viúva de António Pinto de Lemos Vasques (Peso da Régua, 10 de Março de 1903, casados a 11 de Maio de 1938, com geração, falecido em Peso da Régua a 1 de março de 1949).
Morreu a 27 de outubro de 1969, aos 76 anos, na freguesia da Lapa, em Lisboa, vítima de aterosclerose cerebral. Foi sepultado no cemitério de Beja.
É avô do advogado Luís Nobre Guedes.